# Chifeng Lu
Chifeng Lu (chiń. 赤峰路站) – stacja początkowa metra w Szanghaju, na linii 3. Zlokalizowana jest pomiędzy stacjami Dabaishu oraz Hongkou Zuqiuchang. Została otwarta 26 grudnia 2000.